# جنگ تجاری کره جنوبی و ژاپن
جنگ تجاری ژاپن و کره جنوبی که به عنوان مناقشه اقتصادی ژاپن و کره جنوبی نیز شناخته می‌شود، جنگ تجاری بین ژاپن و کره جنوبی بین سال‌های ۲۰۱۹ تا ۲۰۲۳ بود.
دلایل مختلفی پشت این مناقشه وجود دارد. دولت ژاپن در ژوئیه ۲۰۱۹، کره جنوبی را از «فهرست سفید» برای تجارت ترجیحی حذف کرد زیرا ژاپن ادعا کرده بود که کره جنوبی ممنوعیت‌های سازمان ملل علیه صادرات برخی مواد به کره شمالی را رعایت نمی‌کند. بعداً رسماً استدلال کرد که درگیری ناشی از عدم رعایت مقررات و کنترل‌های صادراتی توسط دولت کره جنوبی برای جلوگیری از فروش مجدد کالاهای استراتژیک و نادیده گرفتن درخواست دولت ژاپن برای برگزاری مذاکرات کنترل صادرات به مدت سه سال است. با این حال، برخی معتقد هستند این جنگ بخاطر تلافی در پاسخ به تصمیمات دیوان عالی کره جنوبی در مورد غرامت توسط دولت کره جنوبی شروع شد. دولت کره جنوبی نیز هرگونه ادعای سوء مدیریت دولت ژاپن را رد کرده است.
چندین ناظر خارجی بیان کرده‌اند که این تنش‌ها بازتابی از واکنش به نارضایتی‌های تاریخی گذشته مانند اشغال شبه جزیره کره توسط ژاپن یا روابط متفاوت با کره شمالی و چین است.
اختلافات تجاری باعث وخامت قابل توجهی در روابط ژاپن و کره جنوبی شده بود که به پایین‌ترین حد از زمانی که این دو کشور روابط دیپلماتیک خود را در سال ۱۹۶۵ عادی کردند، رسید.